# Eugène-Melchior Péligot

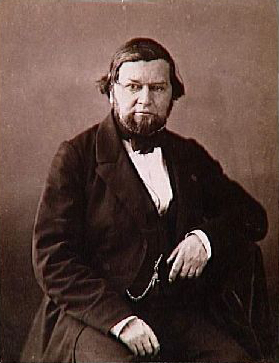
Eugène-Melchior Péligot

Eugène-Melchior Péligot (Paris, 1811 - 1890), mais conhecido apenas por Eugène Péligot, foi um químico francês, notabilizado por ter sido o primeiro a isolar o metal urânio, em 1841, e por haver em 1844 realizado a primeira experiência que resultou na formação de cristais de carboxilato de Cromo.